# 馬博泰區
22°02′28″S 34°07′55″E / 22.041°S 34.132°E

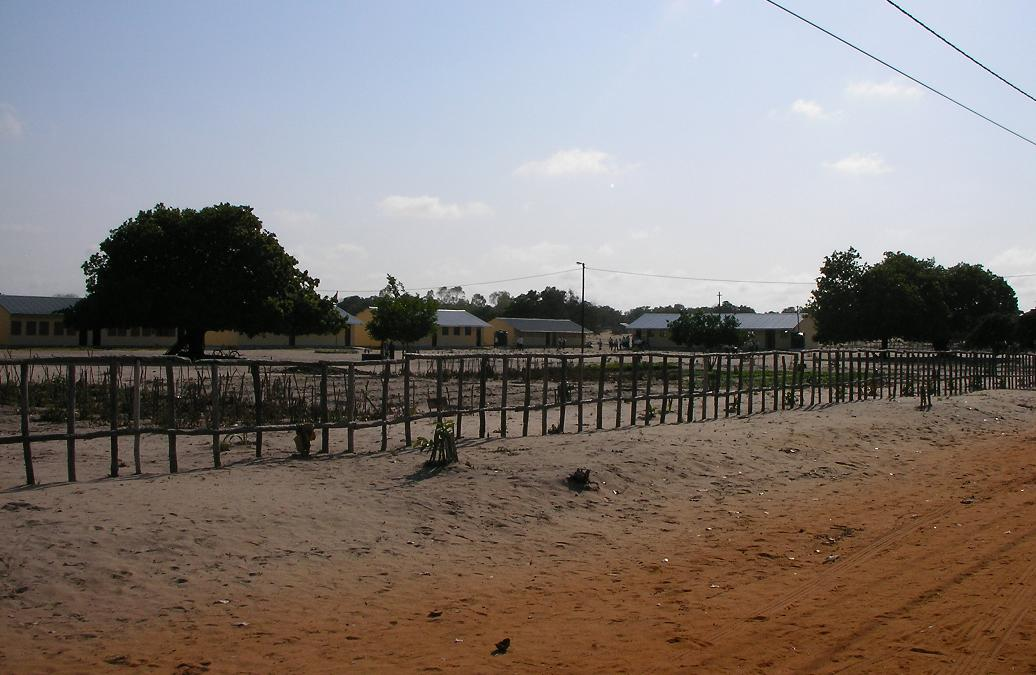

馬博泰區（葡萄牙語：Mabote），是莫桑比克的行政區，位於該國東南部，由伊尼揚巴內省負責管轄，首府設於馬博泰，面積14,577平方公里，2007年人口45,101，人口密度每平方公里3.1人。